# Rüte
Rüte ist eine Streusiedlung und ein ehemaliger Bezirk im Kanton Appenzell Innerrhoden. Seit dem 1. Mai 2022 gehört Rüte zum neugebildeten Bezirk Schwende-Rüte.

## Ortsgliederung
Zum einstigen Bezirk gehörten die Dörfer Brülisau, Steinegg und Eggerstanden, die Dorfteile von Weissbad (östlich des Brüelbachs) und Appenzell (das Gebiet zwischen nördlichem Sitterufer und Bleichenwäldlibach) sowie die umliegenden Höfe. Es gibt kein Dorf namens Rüte.

## Bezirksgebiet
Das ehemalige Bezirksgebiet umfasste total 4082 Hektaren und erstreckte sich vom Altmann nach Brülisau und östlich des Brüelbaches bis zur Sitter.
Der südwestlich gerichtete und langgezogene Ausläufer des ehemaligen Bezirksgebiets bildet den alpinen Teil des Bezirks. Er liegt zwischen 1200 und 2436 m. ü. M. und ist vor allem für die Sömmerung sowie das Bergwandern und den Tourismus bedeutend. Der Ausläufer erstreckt sich über 10 km und ist an den meisten Stellen nicht viel breiter als 1 km. In diesem Korridor, eingebettet zwischen den Wänden der mittleren und südlichen Alpstein-Kette, liegen mit Sämtisersee und Fälensee zwei der drei bedeutenden Alpstein-Seen in Rüte.
Namhafte Berge und Gipfel in Rüte – meist an der Grenze zu Schwende oder dem Kanton St. Gallen – sind:
- Altmann (2435 m ü. M.), Roslenfirst (2151 m ü. M.), Hochhus (1925 m ü. M.), Hüser (1914 m ü. M.), Stauberenkanzel (1860 m ü. M.), Hoher Kasten (1793 m ü. M.) und Kamor (1751 m ü. M.), welche alle an den Kanton St. Gallen angrenzen
- Fälentürm (2222 m ü. M.), Fählenschafberg (2103 m ü. M.), Hundstein (2156 m ü. M.) und Widderalpstöck (2130 m ü. M.) am Rüte-Schwende Grenzverlauf
- Nadlenspitz (2028 m ü. M.) und Rot Turm (2002 m ü. M.), die sich beide vollständig auf Rütner Boden befinden

Mit dem Fänerenspitz (1506 m ü. M.) und dem Hohen Hirschberg (1174 m ü. M.) liegen ferner zwei Hügel mit guter Rundumsicht im Gebiet von Rüte.

## Geschichte

Luftbild aus 1600 m Höhe von Walter Mittelholzer von 1923

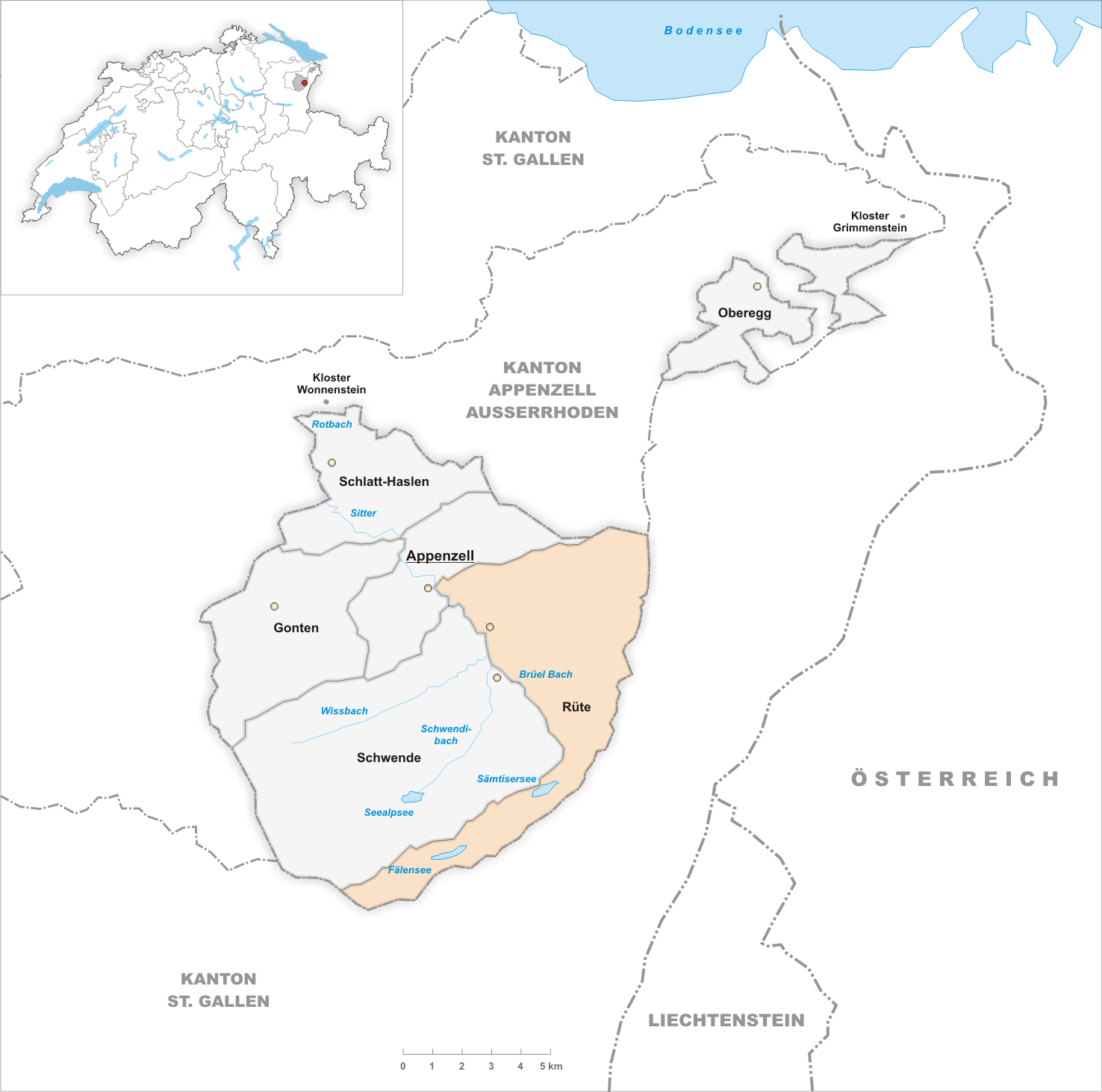
Bezirksstand vor der Fusion am 30. April 2022

Der Bezirk entstand aus der ehemaligen Rhode Rüte. Entspricht – von kleinen Abänderungen abgesehen – seit 1872 dem Gebiet der ehemaligen Rhode Rüti. 2022 fusionierte Rüte mit Schwende zum neuen Bezirk Schwende-Rüte.
→ siehe auch Abschnitt Geschichte im Artikel Brülisau

→ siehe auch Abschnitt Geschichte im Artikel Steinegg AI

→ siehe auch Abschnitt Geschichte im Artikel Eggerstanden

→ siehe auch Abschnitt Geschichte im Artikel Weissbad

→ siehe auch Artikel Geschichte des Bezirks Appenzell (Ein Teil des Dorfs Appenzell lag auf Bezirksgebiet von Rüte.)

## Name

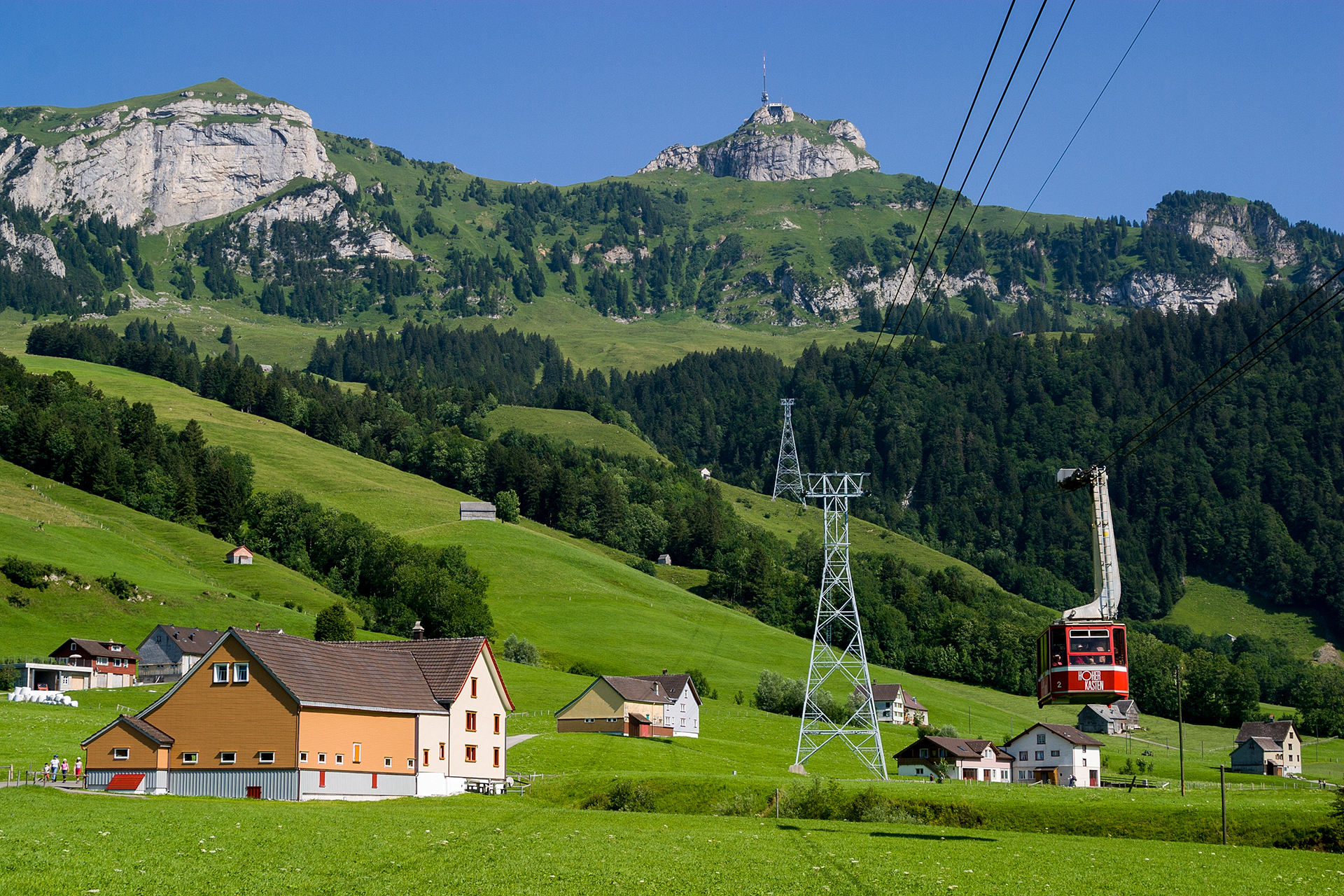
Brülisau: Luftseilbahn Hoher Kasten

Der Name Rüte kommt von reuten «(Wald) roden». Rüte AI ist nicht zu verwechseln mit Reute AR.

## Wappen

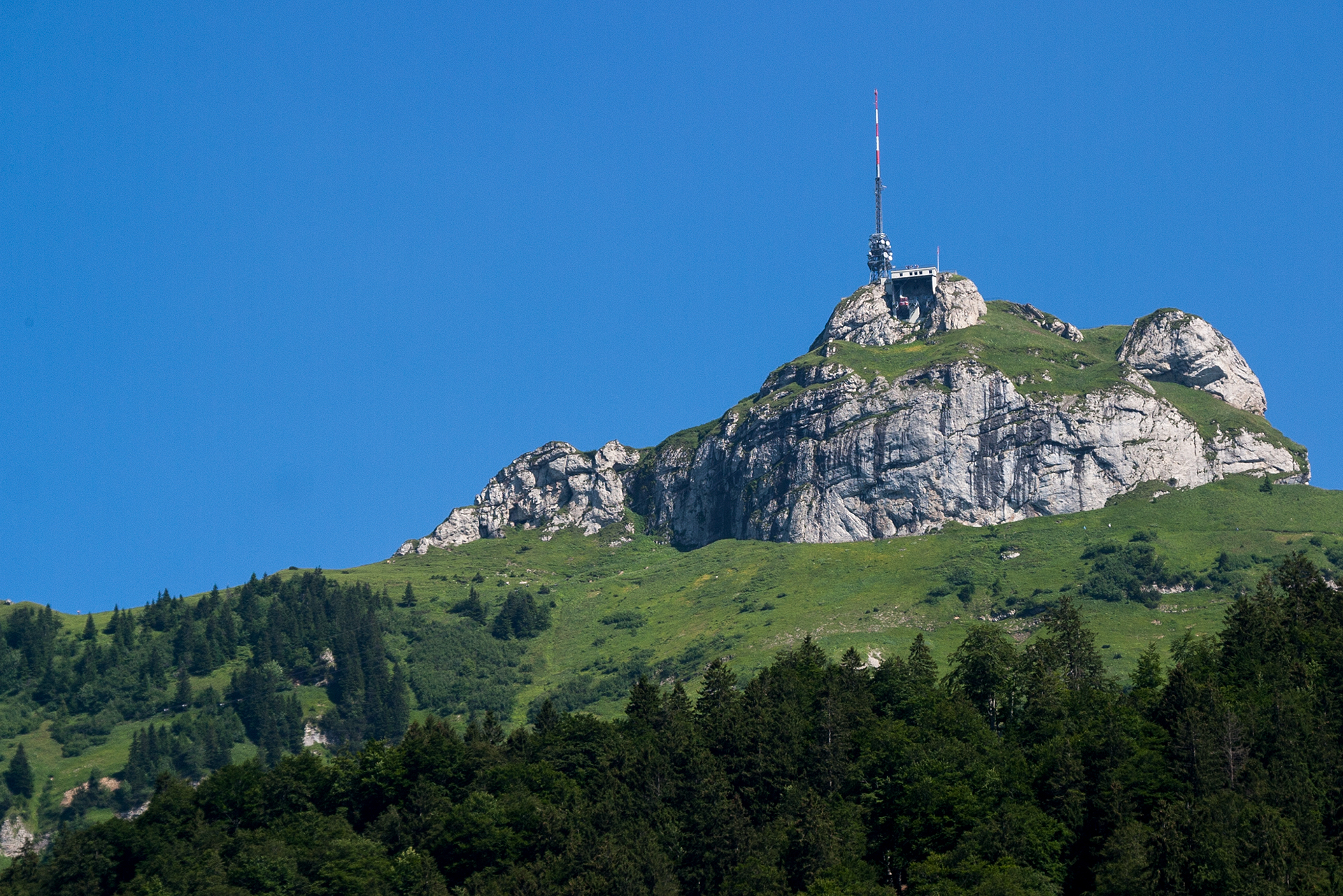
Hoher Kasten ob Brülisau

Vor dem schwarzen Hintergrund wächst aus einer goldenen Krone ein silberner Schwanenhals, der rot bewehrt ist. Das leicht abgeänderte Wappen stammt von den Herren von Schönenbühl, die residierten im 13. Jahrhundert als Ammänner des Abtes von St. Gallen in einer Burg an der Südwesthalde des Hirschberges, im heutigen Bezirk Rüte.

## Bevölkerung

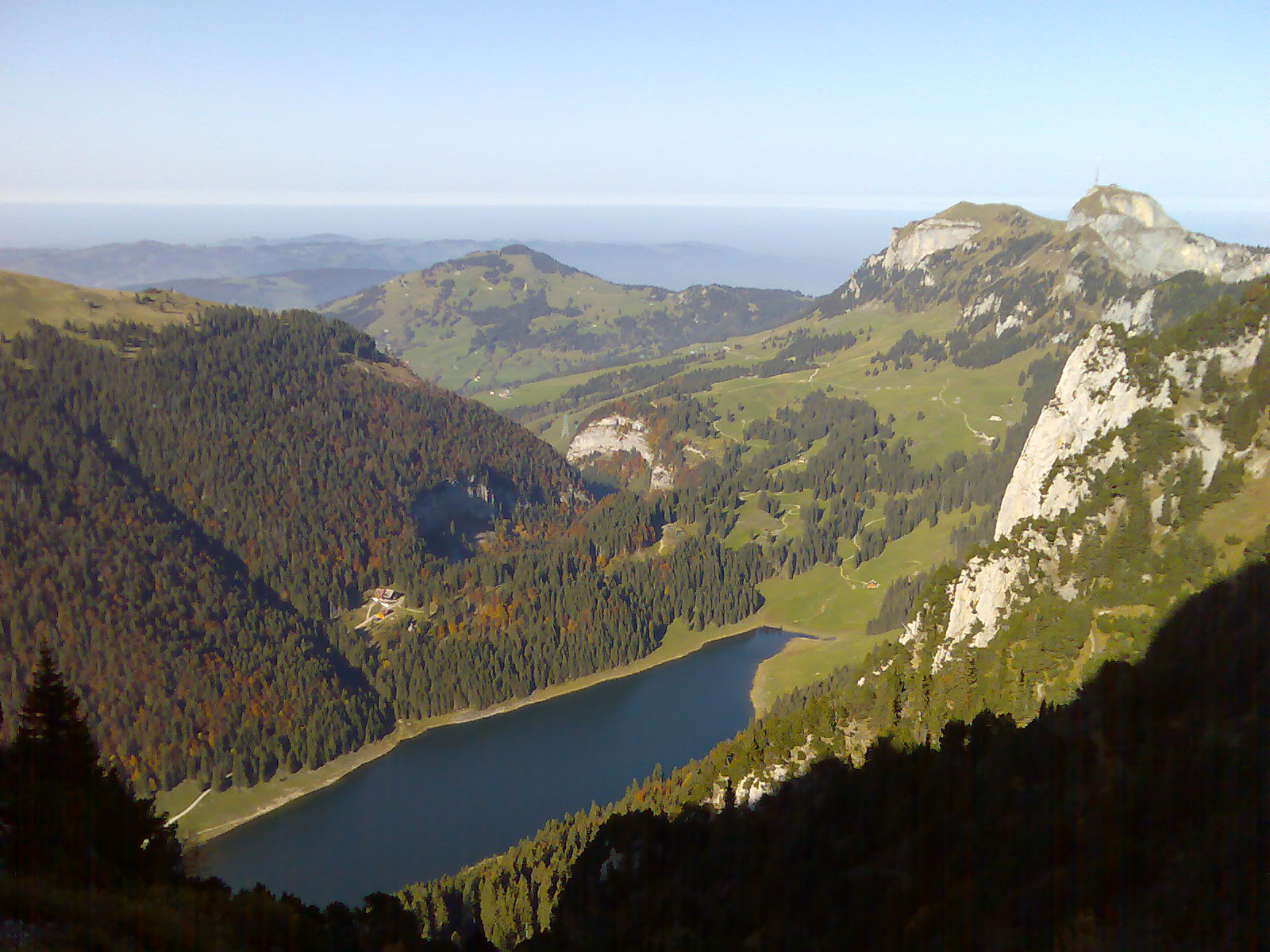
Sämtisersee mit Plattenbödeli

| Jahr      | 1900 | 1950 | 2000 | 2010 |
| Einwohner | 1997 | 2028 | 2915 | 3356 |

## Sehenswürdigkeiten
Im ehemaligen Bezirk Rüte sind zwei Objekte und eine archäologische Fundstelle aus der Liste der Kulturgüter von nationaler Bedeutung im Kanton Appenzell Innerrhoden zu finden.

## Tourismus
Auf dem Gebiet des Bezirks Rüte gibt es verschiedene Ausflugsziele (z. B. Plattenbödeli mit Sämtisersee, Bollenwees mit Fälensee, Alp Sigel usw.), die mit ausgeschilderten Wanderwegen erschlossen sind. Mit der Luftseilbahn Brülisau–Hoher Kasten erreicht man den Geologischen Wanderweg, der auf verschiedenen Schautafeln an der Strecke Informationen über die Entstehung des Alpsteins gibt.